# Horní Svince
Horní Svince je malá vesnice, část obce Dolní Třebonín v okrese Český Krumlov. Nachází se asi 3 km na jihovýchod od Dolního Třebonína. Je zde evidováno 13 adres.
Horní Svince leží v katastrálním území Prostřední Svince o výměře 3,5 km².

## Historie
První písemná zmínka o vesnici pochází z roku 1315.